# Liste der Kulturdenkmale in Wegeleben
In der Liste der Kulturdenkmale in Wegeleben sind alle  Kulturdenkmale der Gemeinde Wegeleben und ihrer Ortsteile aufgelistet. Grundlage ist das Denkmalverzeichnis des Landes Sachsen-Anhalt, das auf Basis des Denkmalschutzgesetzes des Landes Sachsen-Anhalt vom 21. Oktober 1991 durch das Landesamt für Denkmalpflege und Archäologie Sachsen-Anhalt erstellt und seither laufend ergänzt wurde (Stand: 31. Dezember 2021).

## Kulturdenkmale nach Ortsteilen

### Adersleben
| Lage | Bezeichnung                                      | Beschreibung                                         | Erfassungs- nummer | Ausweisungsart                   | Bild                                             |
| --- | ------------------------------------------------ | ---------------------------------------------------- | ------------------ | -------------------------------- | ------------------------------------------------ |
| Lindenhof (Karte) | Zisterzienserinnenkloster St. Nikolai Adersleben | Ehemalige Zisterzienserinnenabtei                    | 094 02422          | Denkmalbereich                   | Zisterzienserinnenkloster St. Nikolai Adersleben |
| Lindenhof, auf dem Gelände des ehemaligen Zisterzienserinnenklosters/der preußischen Domäne Adersleben (Karte)        | Sankt-Nikolai-Kirche                             | Kirche, am 29. August 2015 als Denkmal ausgewiesen   | 094 02422 001      | Teilobjekt eines Denkmalbereichs | Weitere Bilder                                   |
| Dorfstraße, Lindenhof (Karte)                                                                                         | Park                                             | Park südlich des Klosters und der Kirche St. Nikolai | 094 02422 002      | Teilobjekt eines Denkmalbereichs | Weitere Bilder                                   |
| Dorfstraße 24, 25, 26, 27, 28, 29, 30, 31, 32, 33, 34, 35, 36, 37, 38, 39, 40, 41, 42, 43, 44, 45, 46, 47, 48 (Karte) | Häusergruppe                                     | Arbeiterhäuser                                       | 094 02423          | Denkmalbereich                   | Weitere Bilder                                   |

### Deesdorf
| Lage                                                                                | Bezeichnung  | Beschreibung                                                               | Erfassungs- nummer | Ausweisungsart | Bild           |
| ----------------------------------------------------------------------------------- | ------------ | -------------------------------------------------------------------------- | ------------------ | -------------- | -------------- |
| Straße der Freundschaft gegenüber 66 (Karte)                                        | Kirche       | St. Valentin                                                               | 094 02411          | Baudenkmal     | Weitere Bilder |
| Hauptstraße 66 (Karte)                                                              | Pfarrhof     | auch Straße der DSF Nr. 66                                                 | 094 02410          | Baudenkmal     | Weitere Bilder |
| Straße der Freundschaft 67 (Karte)                                                  | Schule       |                                                                            | 094 02412          | Baudenkmal     | Weitere Bilder |
| Hinterstraße 43 (Karte)                                                             | Wohnhaus     |                                                                            | 094 02418          | Baudenkmal     | Weitere Bilder |
| Leipziger Straße 86 (Karte)                                                         | Bauernhof    | Vorderhaus und lange Scheune dahinter (Richtung Straße der DSF)            | 094 02421          | Baudenkmal     | Weitere Bilder |
| Mittelstraße 16, 17, 18, 19, 20, 21, 22, 23, 24, 25, 26, 27, 28, 29, 31, 32 (Karte) | Häusergruppe |                                                                            | 094 02415          | Denkmalbereich | Weitere Bilder |
| Mittelstraße 19 (Karte)                                                             | Bauernhaus   |                                                                            | 094 02413          | Baudenkmal     | Bauernhaus     |
| Mittelstraße 24 (Karte)                                                             | Wohnhaus     |                                                                            | 094 02416          | Baudenkmal     | Weitere Bilder |
| Mittelstraße 25 (Karte)                                                             | Bauernhaus   | Zwei lange Gebäude im spitzen Winkel zueinander, gegenüber Mittelstraße 24 | 094 02414          | Baudenkmal     | Weitere Bilder |
| Oberstraße 5 (Karte)                                                                | Bauernhaus   |                                                                            | 094 02420          | Baudenkmal     | Bauernhaus     |
| Oberstraße 7 (Karte)                                                                | Wohnhof      | vier Gebäude (mit Innenhof)                                                | 094 02419          | Baudenkmal     | Weitere Bilder |
| Oberstraße 12 (Karte)                                                               | Bauernhaus   | Gewinkelter Bau                                                            | 094 02417          | Baudenkmal     | Weitere Bilder |

### Rodersdorf
| Lage                                    | Bezeichnung    | Beschreibung | Erfassungs- nummer | Ausweisungsart | Bild           |
| --------------------------------------- | -------------- | --- | ------------------ | -------------- | -------------- |
| Am Park (Karte)                         | Bauernhaus     | Mehrere Gebäude Am Park 1, 2, 5 u.a. | 094 03060          | Baudenkmal     | Weitere Bilder |
| Friedenstraße 9 (Karte)                 | Bauernhaus     | Vierseitenhof | 094 03054          | Baudenkmal     | Weitere Bilder |
| Otto-Nuschke-Straße 5, 6, 7 (Karte)     | Kirche         | | 094 03048          | Baudenkmal     | Weitere Bilder |
| Ringstraße 1 (Karte)                    | Pfarrhaus      | | 094 03059          | Baudenkmal     | Weitere Bilder |
| Ringstraße 7 (Karte)                    | Wohnhof        | drei größere Gebäude, z.Z Baustelle | 094 03058          | Baudenkmal     | Weitere Bilder |
| Ringstraße 11 (Karte)                   | Bauernhaus     | großer Hof, Gebäudekomplex | 094 03057          | Baudenkmal     | Weitere Bilder |
| Ringstraße 13 (Karte)                   | Bauernhaus     | Reiterhof | 094 03056          | Baudenkmal     | Weitere Bilder |
| Straße der Freundschaft 4 (Karte)       | Tagelöhnerhaus | | 094 03055          | Baudenkmal     | Weitere Bilder |
| Straße der Freundschaft 1, 2, 4 (Karte) | Straßenzeile   | | 094 03053          | Denkmalbereich | Weitere Bilder |
| Straße der Freundschaft 22 (Karte)      | Turbinen       | Teil der ehemaligen Papierfabrik mit Wassermühle und Wehr, geschützt sind nur die Francis-Turbinen. 2022 nicht mehr auffindbar, vermutlich demontiert bei Teilabriss, Gelände heute in Privatbesitz. | 094 03049          | Baudenkmal     | Weitere Bilder |
| Wegelebener Straße (Karte)              | Friedhof       | Friedhof Rodersdorf | 094 03051          | Baudenkmal     | Weitere Bilder |
| Wegeleber Chaussee                      | Distanzstein   | | 094 03052          | Baudenkmal     |                |

### Wegeleben
| Lage | Bezeichnung               | Beschreibung | Erfassungs- nummer         | Ausweisungsart               | Bild                 |
| --- | ------------------------- | --- | -------------------------- | ---------------------------- | -------------------- |
| Steinweg 7 (alt: Aderslebener Straße) (Karte) | Wohnhaus                  | | 094 02407                  | Baudenkmal                   | Weitere Bilder       |
| Am Friedhof südlich der Kernstadt (Karte) | Friedhof                  | Friedhof | 094 02364                  | Baudenkmal                   | Weitere Bilder       |
| Am Friedhof, auf dem Friedhof (Karte) | Feierhalle                | Feierhalle | 094 02364 001              | Teilobjekt eines Baudenkmals | Feierhalle           |
| Badestraße 4 (Karte) | Ackerbürgerhaus           | | 094 02382                  | Baudenkmal                   | Weitere Bilder       |
| Badestraße 5 (Karte) | Ackerbürgerhaus           | Eckgebäude zur Kornstraße | 094 02385                  | Baudenkmal                   | Weitere Bilder       |
| Badestraße 8 (Karte) | Ackerbürgerhaus           | | 094 02386                  | Baudenkmal                   | Weitere Bilder       |
| Badestraße 31 (Karte) | Ackerbürgerhaus           | | 094 02384                  | Baudenkmal                   | Weitere Bilder       |
| Badestraße 32 (Karte) | Ackerbürgerhaus           | | 094 02383                  | Baudenkmal                   | Weitere Bilder       |
| Quedlinburger Str. 45 (alt: Bahnhofstraße 45) (Karte) | Bauernhof                 | | 094 21034                  | Baudenkmal                   | Weitere Bilder       |
| Blankenburger Weg 1 (Karte) | Villa                     | zwei Gebäude, Hauptvilla und Garage? | 094 02400                  | Baudenkmal                   | Weitere Bilder       |
| Blankenburger Weg 10 (Karte) | Bauernhof                 | | 094 02402                  | Baudenkmal                   | Weitere Bilder       |
| Blankenburger Weg 9, 10, 11 (Karte) | Häusergruppe              | | 094 02401                  | Denkmalbereich               | Weitere Bilder       |
| Breite Straße 9 (Karte) | Ackerbürgerhaus           | | 094 02338                  | Baudenkmal                   | Weitere Bilder       |
| Breite Straße 19 (Karte) | Wohnhof                   | | 094 02339                  | Baudenkmal                   | Weitere Bilder       |
| Breite Straße 20 (Karte) | Wohnhaus                  | | 094 02340                  | Baudenkmal                   | Wohnhaus             |
| Breite Straße 27 (Karte) | Ackerbürgerhaus           | | 094 02341                  | Baudenkmal                   | Ackerbürgerhaus      |
| Breite Straße 28 (Karte) | Ackerbürgerhaus           | mehrere Gebäude bis hinüber zur Heersstraße | 094 02342                  | Baudenkmal                   | Ackerbürgerhaus      |
| Breite Straße 29 (Karte) | Ackerbürgerhaus           | | 094 02343                  | Baudenkmal                   | Ackerbürgerhaus      |
| Breite Straße 30 (Karte) | Ackerbürgerhaus           | | 094 02346                  | Baudenkmal                   | Ackerbürgerhaus      |
| Bruchtor 2 (Karte) | Ackerbürgerhof            | | 094 02387                  | Baudenkmal                   | Weitere Bilder       |
| Große Steinstraße 29a (Karte) | Kirche St. Peter und Paul | | 094 02379                  | Baudenkmal                   | Weitere Bilder       |
| Halberstädter Straße (Karte) | Brücke                    | | 094 02362                  | Baudenkmal                   | Weitere Bilder       |
| Halberstädter Straße 9 (Karte) | Bauernhaus                | Vierseitenhof | 094 02361                  | Baudenkmal                   | Weitere Bilder       |
| Halberstädter Straße 1, 2, 3, 4, 5, 6, 7, 8, Reihe 1, 2, 3, 4, 5, 6, 7, 8, 9, 10, 11, 12, 13, 14, 15, 16, 17, 18, 19, 20, 21, 26, 27, 28, 29, 30, 31, 32, 33, 34, 35, 36, 37, 38, 39, 40, 41, Siechenhofsweg 1 (Karte) | Ortskern                  | | 094 02409                  | Denkmalbereich               | Weitere Bilder       |
| Halberstädter Tor 3 (Karte) | Mühle                     | keine direkte Sicht möglich | 094 02363                  | Baudenkmal                   | Weitere Bilder       |
| Harsleber Str. 12 A (Karte) | Schulungsheim             | Hitlerjugendheim | 094 02399                  | Baudenkmal                   | Weitere Bilder       |
| Harsleber Str. 12 B (Karte) | Turnhalle                 | | 094 02398                  | Baudenkmal                   | Weitere Bilder       |
| Harslebener Straße 13, 14, 15, 15a, 16a (Karte) | Häusergruppe              | Arbeiterhäuser | 094 02404                  | Denkmalbereich               | Weitere Bilder       |
| Harslebener Straße 16 am südwestlichen Stadtrand (Karte) | Villa                     | Villa der ehem. Zuckerfabrik, Kindergarten | 094 02405                  | Baudenkmal                   | Weitere Bilder       |
| Heerstraße 2 (alt: Marktstraße 2) (Karte) | Handwerkerhaus            | | 094 02353                  | Baudenkmal                   | Weitere Bilder       |
| Heerstraße 4 (alt: Marktstraße 4) (Karte) | Handwerkerhaus            | | 094 02354                  | Baudenkmal                   | Weitere Bilder       |
| Heersstraße (Karte) | Scheune                   | gegenüber von Heerstraße 6 | 094 02355                  | Baudenkmal                   | Weitere Bilder       |
| Heerstraße 13 (alt: Marktstraße 13) (Karte) | Ackerbürgerhaus           | Eckhaus zum Winkel und Kreuzung Quedlinburger Tor-Heersstraße-Winkel | 094 02356                  | Baudenkmal                   | Weitere Bilder       |
| Hinter der Oberpfarre 4 (Karte) | Gutshaus                  | langes Gebäude im Rosenwinkel 2 | 094 02368                  | Baudenkmal                   | Weitere Bilder       |
| Hundsrücken 1 (Karte) | Wohnhaus                  | Langes Eckgebäude zur Langen Straße, | 094 02333                  | Baudenkmal                   | Weitere Bilder       |
| Hundsrücken 2 (Karte) | Wohnhaus                  | | 094 02332                  | Baudenkmal                   | Weitere Bilder       |
| Hundsrücken 3 (Karte) | Wohnhaus                  | | 094 02331                  | Baudenkmal                   | Weitere Bilder       |
| Hundsrücken 5 (Karte) | Wohnhaus                  | | 094 02330                  | Baudenkmal                   | Weitere Bilder       |
| Hundsrücken 6 (Karte) | Ackerbürgerhaus           | | 094 02329                  | Baudenkmal                   | Weitere Bilder       |
| Hundsrücken 7 Ecke Markt (Karte) | Wohnhaus                  | Fachwerkhaus von 1840/50 im Stil des Spätklassizismus, 2017 als Denkmal ausgewiesen, grünes, neu saniertes Gebäude, Vermutlich Hausnr. 7 (nicht 4!), links und rechts von Grundstück Markt Nr. 12 umgeben | 094 02337 (auch 094 41546) | Baudenkmal                   | Weitere Bilder       |
| Hundsrücken 8 (Karte) | Ackerbürgerhof            | | 094 02334                  | Baudenkmal                   | Weitere Bilder       |
| Kirchhof 3 (Karte) | Schule                    | direkt gegenüber der Kirche | 094 02371                  | Baudenkmal                   | Weitere Bilder       |
| Kirchhof (Karte) | Wirtschaftsgebäude        | Badestraße 29A | 094 02381                  | Baudenkmal                   | Weitere Bilder       |
| Kirchhof 1 (Karte) | Wohnhaus                  | sogenannter Bischofssitz, zwei lange Gebäude im Winkel zueinander, Richtung Kuhley | 094 02372                  | Baudenkmal                   | Weitere Bilder       |
| Kirchhof 5 (Karte) | Ackerbürgerhaus           | Doppelhaus mit Kirchhof 4, direkt neben der Kirche | 094 02375                  | Baudenkmal                   | Ackerbürgerhaus      |
| Kirchhof 8 (Karte) | Ackerbürgerhaus           | | 094 02380                  | Baudenkmal                   | Weitere Bilder       |
| Kirchhof 10 (Karte) | Ackerbürgerhaus           | | 094 02373                  | Baudenkmal                   | Weitere Bilder       |
| Kirchhof 11 (Karte) | Ackerbürgerhaus           | | 094 02374                  | Baudenkmal                   | Weitere Bilder       |
| Kuhley 1 (Karte) | Ackerbürgerhaus           | Mit Gebäudeflügel (Scheune) an der Kampstraße 2. | 094 02395                  | Baudenkmal                   | Weitere Bilder       |
| Kuhley 7 (Karte) | Ackerbürgerhaus           | | 094 02391                  | Baudenkmal                   | Weitere Bilder       |
| Kuhley 8 (Karte) | Ackerbürgerhaus           | | 094 02392                  | Baudenkmal                   | Weitere Bilder       |
| Markt (Karte) | Kriegerdenkmal            | | 094 02325                  | Baudenkmal                   | Weitere Bilder       |
| Markt 7 (Karte) | Rathaus                   | | 094 00837                  | Baudenkmal                   | Weitere Bilder       |
| Markt 8 (Karte) | Wohnhaus                  | Eckgebäude zur Badestraße | 094 02318                  | Baudenkmal                   | Weitere Bilder       |
| Markt 9 (Karte) | Wohnhaus                  | | 094 02319                  | Baudenkmal                   | Weitere Bilder       |
| Markt 11 (Karte) | Wohnhaus                  | stark sanierungsbedürftig | 094 02326                  | Baudenkmal                   | Wohnhaus             |
| Markt 12 (Karte) | Wohnhof                   | Hundefrisör, Gebäude rechts von Hundsrücken 7, gesamtes Grundstück reicht bis zum „Hundsrücken“ zwischen Nr. 7 und Nr. 8                                                                                  | 094 02336                  | Baudenkmal                   | Wohnhof              |
| Markt 14 (Karte) | Ackerbürgerhaus           | Zwei Gebäude, Eckbebauung: Markt 14 - Breite Straße 15 | 094 02322                  | Baudenkmal                   | Weitere Bilder       |
| Markt 20 (Karte) | Ackerbürgerhaus           | stark sanierungsbedürftig | 094 02369                  | Baudenkmal                   | Ackerbürgerhaus      |
| Mühlenstraße 9 (Karte) | Mühle                     | Vierseitenhof | 094 02376                  | Baudenkmal                   | Weitere Bilder       |
| Mühlenstraße 16 (Karte) | Villa                     | | 094 02397                  | Baudenkmal                   | Weitere Bilder       |
| Quedlinburger Tor 8 (Karte) | Gasthof                   | Zur Tanne, Gebäudekomplex, Kreuzung Quedlinburger Tor-Lange Straße-Mühlenstraße | 094 02366                  | Baudenkmal                   | Weitere Bilder       |
| Quedlinburger Straße (Karte) | Kriegerdenkmal            | | 094 02403                  | Baudenkmal                   | Weitere Bilder       |
| Quedlinburger Tor 10 (Karte) | Postamt                   | | 094 02396                  | Baudenkmal                   | Weitere Bilder       |
| Quedlinburger Tor 1 (Karte) | Stadtmauerturm            | Eulenturm | 094 02367                  | Baudenkmal                   | Weitere Bilder       |
| Quedlinburger Straße 9 (Karte) | Fabrik                    | alte Malzfabrik | 094 02365                  | Baudenkmal                   | Weitere Bilder       |
| Quedlinburger Tor 1 (Karte) | Stadtmauerhaus            | Neben Eulenturm. | 094 02377                  | Baudenkmal                   | Weitere Bilder       |
| Siechenhofsweg 20 (Karte) | Gutshof                   | | 094 02352                  | Baudenkmal                   | Weitere Bilder       |
| Siechenhofsweg 25, 26 (Karte) | Schnitterkaserne          | | 094 02360                  | Baudenkmal                   | Weitere Bilder       |
| Lange Straße 17 (alt: Straße der DSF) (Karte) | Ackerbürgerhaus           | | 094 02347                  | Baudenkmal                   | Ackerbürgerhaus      |
| Lange Straße 8 (alt: Straße der DSF 8) (Karte) | Handwerkerhaus            | | 094 03050                  | Baudenkmal                   | Handwerkerhaus       |
| Lange Straße 10 (alt: Straße der DSF 10) (Karte) | Wohnhaus                  | | 094 02350                  | Baudenkmal                   | Weitere Bilder       |
| Lange Straße 11 (alt: Straße der DSF 11) (Karte) | Ackerbürgerhaus           | | 094 02349                  | Baudenkmal                   | Ackerbürgerhaus      |
| Lange Straße 21a (alt: Straße der DSF 21a) (Karte) | Villa                     | | 094 02348                  | Baudenkmal                   | Weitere Bilder       |
| Lange Straße 2a (alt: Straße der DSF 2a) (Karte) | Ackerbürgerhaus           | | 094 02389                  | Baudenkmal                   | Ackerbürgerhaus      |
| Lange Straße 30 (alt: Straße der DSF 30) (Karte) | Ackerbürgerhaus           | | 094 02351                  | Baudenkmal                   | Weitere Bilder       |
| Lange Straße 34 (alt: Straße der DSF 34) (Karte) | Ackerbürgerhaus           | | 094 02390                  | Baudenkmal                   | Ackerbürgerhaus      |
| Lange Straße 39 (alt: Straße der DSF 39) (Karte) | Ehemaliges Rittergut      | Adler-Apotheke | 094 02388                  | Baudenkmal                   | Ehemaliges Rittergut |
| Wallstraße (Karte) | Stall                     | Scheunenstall gegenüber Wallstraße 15, Teil der alten Domäne | 094 02394                  | Baudenkmal                   | Stall                |
| Wallstraße 15 (Karte) | Ackerbürgerhaus           | | 094 02393                  | Baudenkmal                   | Weitere Bilder       |
| Winkel 9 (alt: Im Winkel) (Karte) | Gutshaus                  | Domäne, Gelände im „Umbruch“, Gutshaus und Mauerreste | 094 02359                  | Baudenkmal                   | Weitere Bilder       |
| Winkel 3 (alt: Im Winkel) (Karte) | Handwerkerhaus            | drei Gebäude, nicht direkt an der Straße, kleine Gasse gegenüber Nr. 7 | 094 02357                  | Baudenkmal                   | Handwerkerhaus       |
| Winkel 7 (alt: Im Winkel) (Karte) | Wirtschaftshof            | | 094 02358                  | Baudenkmal                   | Wirtschaftshof       |
| Winkel 17 (alt: Im Winkel) (Karte) | Ackerbürgerhaus           | Eckgebäude zur Petersilienstraße | 094 02370                  | Baudenkmal                   | Ackerbürgerhaus      |

## Ehemalige Kulturdenkmale nach Ortsteilen
Die nachfolgenden Objekte waren ursprünglich ebenfalls denkmalgeschützt oder wurden in der Literatur als Kulturdenkmale geführt. Die Denkmale bestehen heute jedoch nicht mehr, ihre Unterschutzstellung wurde aufgehoben oder sie werden nicht mehr als Denkmale betrachtet.

### Wegeleben
| Lage                                                         | Bezeichnung | Beschreibung                                                    | Erfassungs- nummer | Ausweisungsart | Bild           |
| ------------------------------------------------------------ | ----------- | --------------------------------------------------------------- | ------------------ | -------------- | -------------- |
| Harslebener Straße 1 bzw. 17 südwestlicher Stadtrand (Karte) | Fabrik      | Zuckerfabrik, diverse gewerbliche Nutzung, teilweise abgerissen | 094 02406          |                | Weitere Bilder |

## Legende
In den Spalten befinden sich folgende Informationen:
- Lage: Nennt den Straßennamen und wenn vorhanden die Hausnummer des Kulturdenkmals. Die Grundsortierung der Liste erfolgt nach dieser Adresse. Der Link „Karte“ führt zu verschiedenen Kartendarstellungen und nennt die geographischen Koordinaten.
Link zu einem Kartenansichtstool, um Koordinaten zu setzen. In der Kartenansicht sind Baudenkmale ohne Koordinaten mit einem roten bzw. orangen Marker dargestellt und können in der Karte gesetzt werden. Baudenkmale ohne Bild sind mit einem blauen bzw. roten Marker gekennzeichnet, Baudenkmale mit Bild mit einem grünen bzw. orangen Marker.
- Offizielle Bezeichnung: Nennt den Namen, die Bezeichnung oder zumindest die Art des Kulturdenkmals und verlinkt, soweit vorhanden, auf den Artikel zum Objekt.
- Beschreibung: Nennt bauliche und geschichtliche Einzelheiten des Kulturdenkmals, vorzugsweise die Denkmaleigenschaften.
- Erfassungsnummer: Für jedes Kulturdenkmal wird in Sachsen-Anhalt eine 20stellige Erfassungsnummer vergeben. Die letzten zwölf Ziffern werden für die Untergliederung nach Teilobjekten genutzt und werden nur angegeben, soweit vergeben. In dieser Spalte kann sich folgendes Icon  befinden, dies führt zu Angaben zu diesem Baudenkmal bei Wikidata.
- Ausweisungsart: Die Einordnung des Denkmales nach § 2 Abs. 2 DenkmSchG LSA
- Bild: Ein Bild des Denkmales, und gegebenenfalls einen Link zu weiteren Fotos des Kulturdenkmals im Medienarchiv Wikimedia Commons. Wenn man auf das Kamerasymbol klickt, können Fotos zu Kulturdenkmalen aus dieser Liste hochgeladen werden: